# ابروزردک توسی
ابروزردک توسی (نام علمی: Elaenia strepera) نام یک گونه از سرده ابروزردک است.